# Dungeon Keeper 3
Dungeon Keeper 3: War for the Overworld fue un juego de estrategia para PC que fue cancelado mientras todavía se encontraba en fase de producción. Lo desarrollaba la empresa Bullfrog Productions para ser usado con Microsoft Windows como plataforma de juego. Dungeon Keeper 3 fue la siguiente entrega en la serie de Dungeon Keeper donde el eslogan "Es Bueno Ser Malo" proveniente de la serie se aparta de los juegos convencionales. Los jugadores se hacen cargo de controlar malvadas criaturas en una mazmorra subterránea y protegerla de los ataques de las típicas fuerzas del bien y aventureros que convencionalmente aparecen en los juegos de rol. La serie ganó los elogios de los encuestados por su diseño innovador y por su humor diabólico. La secuela de Dungeon Keeper 2, que se creó para llevar al jugador a la batalla en el reino de la superficie de los héroes buenos. Un tráiler del juego se incluye en Dungeon Keeper 2, que muestra al Segador astado llegando a la superficie.
La conceptualización de alto nivel y la documentación de diseño comenzó formalmente después del lanzamiento de Dungeon Keeper 2 en junio de 1999, con un pequeño equipo de diseño establecido por el mismo personal de desarrollo. El diseñador de juegos y guionista Zy Nicholson renunció al estudio a finales de 1999 y fue reemplazado en el proyecto por Ernest W. Adams. Aunque nunca se anunció oficialmente por la editora EA, el desarrollo fue reconocido por una actualización del sitio web del equipo DK3 a principios de febrero de 2000. El desarrollo fue cancelado en marzo de 2000, aunque no fue hasta agosto del mismo año en que Bullfrog Productions reveló que el juego había sido cancelado. En su momento, el sitio web de Bullfrog explicó que había cancelado la producción para trabajar en otros proyectos:

Un tercer episodio de la serie Dungeon Keeper estaba en marcha, pero las oportunidades para desarrollar nuevas propiedades intelectuales en nuevas plataformas como PlayStation 2 han hecho que DK3 haya quedado en suspenso. Actualmente no hay planes para otro juego de Dungeon Keeper, sin embargo, sigue siendo una importante franquicia y puede haber oportunidades para nosotros a seguir esa dirección en el futuro.

Los proyectos que provocaron la cancelación de Dungeon Keeper 3 fueron Harry Potter y El Señor de los anillos. Aunque no hay planes para el desarrollo de cualquier Dungeon Keeper nuevo en el momento, los puntos de declaración de Bullfrog es que esta es siempre una posibilidad en el futuro.
Las mejoras en los aspectos de economía y multijugador del juego fueron planeadas, y una nueva raza fue conceptualizado. Además, la nueva raza, así como los héroes buenos, fueron diseñados para ser jugables.
El carácter innovador de la serie Dungeon Keeper ha demostrado ser incompatible con el modelo de negocio de EA después que la compañía adquirió los derechos, como el proyecto demostró ser un riesgo mayor que otros títulos de EA que se basaban en películas que eran populares en ese momento. Sin embargo, como la mayoría de los estudios de EA ha comprado y cerrado, EA se aferra a los derechos para los juegos, pero no va a continuar el desarrollo de la franquicia.